# 萨福诺沃 (摩尔曼斯克州)
萨福诺沃（羅馬化：Safonovo）是俄罗斯摩尔曼斯克州的市级镇，属封闭城市北莫尔斯克市管辖，北临科拉湾，地处摩尔曼斯克州西北部，在北莫尔斯克西、州府摩尔曼斯克东北方。
名称来自于在摩尔曼斯克州牺牲的苏联飞行员鲍里斯·费奥克季斯托维奇·萨福诺夫（Борис Феоктистович Сафонов）。该地2021年人口有5,845人；2010年人口5,255；2002年人口4,853；1989年人口7,661。